# Cliona amplicavata
Cliona amplicavata är en svampdjursart som beskrevs av Rützler 1974. Cliona amplicavata ingår i släktet Cliona och familjen borrsvampar. Inga underarter finns listade i Catalogue of Life.